# Carlos Saavedra Lamas
Carlos Saavedra Lamas (Buenos Aires, 1 de noviembre de 1878-ibídem, 5 de mayo de 1959) fue un abogado, diplomático y político argentino, galardonado con el Premio Nobel de la Paz en 1936. Fue el primer latinoamericano en obtener esta distinción. Era bisnieto del coronel Cornelio Saavedra.
Fue diputado y ministro de Justicia e Instrucción Pública (1915) y de Relaciones Exteriores (1932-1938), durante la presidencia de Agustín Pedro Justo.
Como ministro de Relaciones Exteriores, presidió la Conferencia de Paz del Chaco en la que participaron Brasil, Chile, Perú, Uruguay y Estados Unidos, alcanzándose un acuerdo de armisticio el 12 de junio de 1935 que puso fin a la Guerra del Chaco (1932-1935).
En 1936, a los 58 años, obtuvo el Premio Nobel de la Paz por su labor en pro de la paz en general, pero en particular por haber inspirado el Pacto antibélico Saavedra Lamas, que fue firmado por 21 naciones y que se convirtió en un instrumento jurídico internacional. Además del papel brillante como mediador para finalizar la guerra del Chaco que enfrentó a Paraguay y Bolivia, fue Saavedra Lamas quien convocó a la Conferencia de Paz de Buenos Aires para detener el conflicto.
Fue presidente de la XI Conferencia Internacional del Trabajo, celebrada en Ginebra, Suiza, en 1928, de la Conferencia Panamericana de 1936 y de la Asamblea de la Sociedad de Naciones en 1936. Fue rector de la Universidad de Buenos Aires entre 1941 y 1943 y profesor hasta 1946. Presidió la Academia Nacional de Derecho y Ciencias Sociales de Buenos Aires.

## Biografía
Carlos Saavedra Lamas nació en Buenos Aires, Argentina, en 1878, en una familia de origen patricio, su bisabuelo fue Cornelio Saavedra, presidente de la Primera Junta y su abuelo Mariano Saavedra fue gobernador de la provincia de Buenos Aires durante la presidencia de Bartolomé Mitre. También era descendiente de Hernando Arias de Saavedra.
Según el genealogista Narciso Binayán Carmona, era descendiente del conquistador, explorador y colonizador español Domingo Martínez de Irala (1509-1556), sus antepasados tenían un remoto origen guaraní, que compartía con muchos próceres de la época de la Independencia y con grandes personajes paraguayos y argentinos.
Estudió cuatro años en el Colegio Nacional de Buenos Aires, pero egresaría del Instituto Libre de Segunda Enseñanza tras cursar allí su último año de escuela secundaria. Estudió más tarde en la Universidad de Buenos Aires donde se graduó de abogado. Su tesis "Régimen Municipal de la Ciudad de Buenos Aires", obtuvo el primer premio.
Se casó con Rosa Sáenz Peña, hija del presidente argentino Roque Sáenz Peña y tuvo un hijo, Carlos Roque Saavedra.

## Carrera profesional
Instaló su estudio jurídico sobre la calle Florida para especializarse en Derecho del Trabajo y Derecho Internacional. En julio de 1916, tuvo a su cargo la inauguración del Congreso Americano de Ciencias Sociales donde quedó clara la influencia de Juan Bautista Alberdi, Joaquín Víctor González (de quien fue discípulo) y Woodrow Wilson, presidente de Estados Unidos.
Se destacó en el campo docente. Fue profesor de Derecho Público Provincial y de Historia Constitucional en la Facultad de Ciencias Jurídicas y Sociales de la Universidad Nacional de La Plata, profesor de la carrera de sociología en la Facultad de Filosofía y Letras de la Universidad de Buenos Aires, profesor de finanzas, de economía política y de derecho constitucional en la Facultad de Derecho de la Universidad de Buenos Aires. En el período de 1941 a 1943 fue rector de la Universidad de Buenos Aires y más tarde, profesor de Legislación del Trabajo.
Antes de cumplir los 30 años, Saavedra Lamas fue elegido Diputado Nacional (1908-1912) por la Capital Federal y posteriormente, por la provincia de Buenos Aires (1912-1915).
Fue el primer presidente de la Comisión de Negocios Constitucionales y, posteriormente, de la Comisión de Presupuesto y Hacienda en la Legislatura. De su labor surgió un proyecto de ley sobre la importación del azúcar, que establecía un régimen proteccionista. También elaboró los proyectos sobre el sistema fiscal y régimen ferroviario.
Su pensamiento conservador no le impidió tener una buena relación con legisladores de otras corrientes políticas como Juan Bautista Justo. 
En 1915, asumió como Ministro de Justicia e Instrucción Pública durante la presidencia de Victorino de la Plaza. Así, el 9 de julio de 1916, representó al Presidente en la conmemoración del Centenario de la Independencia, celebrada en San Miguel de Tucumán.
Durante el gobierno de Marcelo Torcuato de Alvear (1922-1928), intervino en el Código del Trabajo, basado en el proyecto de Joaquín Víctor González de comienzos del siglo XX. Propuso transformar en Ministerio al entonces Departamento Nacional del Trabajo. Por su conocimiento desplegado en esa área, en 1928 fue elegido presidente de la XI Conferencia Internacional del Trabajo y la primera vez que un argentino llegaba a esa destacada posición.
Su etapa como Ministro de Relaciones Exteriores del Presidente Agustín Pedro Justo, sería calificada como de las más activas y cruciales en la historia de la política exterior argentina. Hábil diplomático, supo mediar en el conflicto militar entre Paraguay y Bolivia por el Gran Chaco (donde se había descubierto petróleo), que se extendía con toda crudeza desde junio de 1932 y evitó la injerencia estadounidense en la zona, firmándose el 12 de junio de 1935 el Protocolo de Buenos Aires que puso fin a la guerra. Debido a su mediación en el conflicto, recibió el Premio Nobel de la Paz en 1936. También defendió la neutralidad del país en la guerra civil española, un tema delicado por la gran cantidad de inmigrantes españoles en Argentina.

## Fallecimiento
Saavedra Lamas falleció el 5 de mayo de 1959 en Buenos Aires a los 80 años. Fue enterrado en el Cementerio de la Recoleta.

## Obra literaria
Escritor prolífico de obras dedicadas al internacionalismo y al Derecho, entre ellas cabe destacar:
- El derecho de asilo
- Por la paz de las Américas
- Vida internacional
- El doctor Luis María Drago, su obra internacional
- Los valores de la Constitución
- El régimen administrativo y financiero de la Universidad de Buenos Aires
- Escuela intermedia
- Los tratados de arbitraje
- Economía colonial
- Los asalariados en la República Argentina